# 김용찬 (1896년)
김용찬은 일제강점기의 법조인으로서, 한국 중앙 총상회장을 지냈다.
그의 근대적 사상과 인격은 모든 사람들에게 감명을 주기도 하였다.
사상 체계의 근본적 저술사로서, 그의 인격또한 높이 평가되었다.
그는 "법적인 인맥으로 모든 것을 해결할 수 있다"는 신념아래 판결을 내렸으며,
그의 탈선된 행동과 잘못된 죄질은 모든 법적인 인맥으로 충분히 해결할 수 있었다고 믿기도 하였다.
사람들의 사고 방식에 문제가 있다고 생각한 그는,
봉황(鳳凰)같은눈을 부릅 뜨며, 모든 사람들을 멸시하기도 하였다.
하지만 근대에 와서 그의 평가는 더 높아지기도 하였는데,
그의 업적(통신기기를 탐닉한죄)은 다른 사람들의 원성을 사기도 하였지만
그가 근대적 사상을 뜯어 고쳤기에, 모든 사람들의 그의 행동을 멸시하지 아니하였다.